# تيم وليامز (مغن مؤلف أمريكي)
تيم وليامز (بالإنجليزية: Tim Williams)‏ هو مغن مؤلف أمريكي، ولد في 12 يوليو 1982.

## وصلات خارجية
- الموقع الرسمي